# 王心凌
王 心凌（ワン・シンリン、英語: Cyndi Wang、シンディー・ワン、1982年9月5日- ）は、台湾新竹市出身の歌手・女優。華岡芸術学校卒業。身長158cm、体重41kg。北京語、客家語、英語を話す。

## プロフィール
華岡芸術学校の同級生に水蜜桃姐姐（朱安禹）、2つ上の先輩に5566の王仁甫、2つ下の後輩に楊丞琳がいる。
2003年、エイベックス台湾より1stアルバム「Begins...」をリリースし、デビュー。代表曲に『愛你』『Honey』『Da Da Da』『睫毛彎彎』『Woosa Woosa』など。
外見、デビューの経緯、歌い方などが「少男殺手」と呼ばれている人気アイドル蔡依林と似ていることから、「新少男殺手（ポスト・蔡依林）」と呼ばれてきたが、デビューして2年後の2005年ごろから、日本の女子高生風の制服姿や軍服にスカート姿でのダンスなど独自路線を歩みだし、「甜蜜教主／甜心教主」と呼ばれ、台湾芸能界のトップアイドルの1人となった。
日本の楽曲のカバーも多く、『月光』（ヴィレッジ・シンガーズ、島谷ひとみ『亜麻色の髪の乙女』）や『愛的滑翔翼』（大塚愛「桃ノ花ビラ」）、『打起精神来』（薬師丸ひろ子、竹内まりや『元気を出して』）、『蝴蝶』（夏川りみ「雨降樹の下で」）、『飛吧』（夏川りみ『童神』）、『心電心』（オレンジレンジ『以心電信』）、『下一頁的我』（いきものがかり『YELL』）などがある。自身のコンサートで、『亜麻色の髪の乙女』をすべて日本語で歌い上げたこともある。
デビュー前、日本に3ヶ月滞在し、ボーカルとダンスのレッスンを受けている。
2006年11月9日、パシフィコ横浜国立大ホールで行われた中華年記念音楽祭に出演し、日本での初ライブとなった。
2009年2月、台北市に天晴音樂事務所を設立。4月、金牌大風（ゴールド・タイフーン・エンターテインメント、zh）とレーベル契約、6月に新譜が発売されると発表された。5月21日、ブログ『全心開始 ; 王心凌』にて6月の新譜発売延期を発表。12月4日、7thアルバム『心電心』発売。
2010年1月4日、陳桃花役で主演したドラマ『桃花小妹』（原作：藤田和子『桃花タイフーン!!』）がBSジャパンで放映。
2012年、ナノブロックのCMソングに起用される。

## 音楽作品

### オリジナルアルバム
- Cyndi Begins...（2003年/AVEX）
- Cyndi Loves You（2004年/AVEX）
- Honey（2005年/AVEX）
- Cyndi With U（2005年/AVEX）
- Magic Cyndi（2007年5月1日/AVEX）
- Fly! Cyndi（2007年11月30日/AVEX）
- 心電心（2009年12月4日/金牌大風）（zh:心電心）
- 黏黏黏黏（2011年5月27日/金牌大風）
- 愛不愛（2012年11月30日/Universal）
- The 10th Cyndi(2014年7月25日/Universal)
- 敢要敢不要（2015年12月4日/Universal）
- 愛·心凌（2018年12月7日/Universal）
- BITE BACK（2023年10月12日/Sony Music）

### ベスト盤
- 閃耀2005新歌＋節奏精選（CD+DVD）（2005年/AVEX） - ダンスインストラクションDVD付き
- Red Cyndi 王心凌2008新歌+精選（2008年2月29日/AVEX）
- 美麗的日子　新歌+精選（2009年11月13日/AVEX）
- My! Cyndi!（2020年9月20日/Universal）

### ドラマ・サントラ
- 西街少年 電視原声帯（2004年） - 孫協志とのデュエット曲『煎熬』収録
- 天國的嫁衣 電視原声帯（2004年） - 主題歌『花的嫁紗』他ボーカル担当曲4曲収録
- 微笑Pasta 電視原声帯（2006年） - 主題歌『彩虹的微笑』他ボーカル担当曲3曲収録

### ライブビデオ
- 夢幻游園地演唱会（2004年） - ファースト大型ライブ収録VCD
- 夢幻游園地演唱会（2004年） - ファースト大型ライブ収録DVD

## 出演作品

### テレビドラマ
- 西街少年〜Westside Story〜（2003年）- 沈銀荷 役
- 天國的嫁衣（2004年）- 陶艾青 役
- 微笑Pasta（2006年）- 成曉詩 役
- 桃花タイフーン!!（桃花小妹）（原作：藤田和子『桃花タイフーン!!』）（2009年）- 陳桃花 役
- 晴れのち女神が微笑んで（美樂。加油）（2011年）- 查美樂/何言沁 役
- 幸福選擇題（2013年）- 黎恩真（陳姿鈞） 役

### 映画
- 2008年 花吃了那女孩（邦題：キャンディレイン） - 小雲 役
- 2016年 風雲高手（邦題：恋のダンクシュート!） - 廖小雲 役

### CM
- 康師傅茉莉清茶（2011年、中国）